# Back to Bedlam
Back to Bedlam är den brittiske sångaren James Blunts första album. Det släpptes den 11 oktober 2004 och innehåller 10 låtar, bland annat hitlåten You're Beautiful.

## Låtlista
1. "High" – 4:03 (James Blunt; Ricky Ross)
2. "You're Beautiful" –– 3:33 (J. Blunt; Sacha Skarbek; Amanda Ghost)
3. "Wisemen" – 3:42 (J. Blunt; Jimmy Hogarth; S. Skarbek)
4. "Goodbye My Lover" – 4:18 (J. Blunt; S. Skarbek)
5. "Tears and Rain" – 4:04 (J. Blunt; Guy Chambers)
6. "Out of My Mind" – 3:33 (J. Blunt)
7. "So Long, Jimmy" – 4:24 (J. Blunt; J. Hogarth)
8. "Billy" – 3:37 (J. Blunt; S. Skarbek; A. Ghost)
9. "Cry" – 4:06 (J. Blunt; S. Skarbek)
10. "No Bravery" – 4:00 (J. Blunt; S. Skarbek)